# Леонов Едуард Володимирович
Едуард Володимирович Леонов (нар. 3 лютого 1974, місто Євпаторія, Кримська область) — український політик, народний депутат України 7-го скликання, співак гурту «Тавро».

## Освіта
У 1996 році закінчив Таврійський національний університет імені Володимира Вернадського за спеціальністю українська філологія.

## Трудова діяльність
На президентських виборах 2010 року Едуард Леонов був довіреною особою Олега Тягнибока в Криму.
З 2010 по 2012 рік він був депутатом Тернопільської облради від «Свободи».
Під час парламентської компанії став головою виборчого штабу ВО «Свобода» в Черкаській області. Крім того, Леонов є членом політради партії, а також куратором Кримської республіканської та Севастопольської міської організацій партії.
На парламентських виборах 2012 року був обраний народним депутатом за списками ВО «Свобода» (№ 23 у виборчому списку). Є головою підкомітету з питань законодавчого забезпечення прав інвалідів, їх соціального захисту та реабілітації Комітету Верховної Ради у справах пенсіонерів, ветеранів та інвалідів, заступником голови Спеціальної контрольної комісії Верховної Ради з питань приватизації та членом Постійної делегації у Парламентській асамблеї ГУАМ, комітет з політичних, правових питань і міжпарламентського співробітництва.

## Політична та громадська діяльність
24 лютого 2015 року Закарпатська обласна організація партії "Всеукраїнське об'єднання «Свобода» обрала своїм лідером колишнього депутата Верховної Ради України від цієї політичної сили Едуарда Леонова. За нього проголосували всі 54 делегати обласної конференції «Свободи».
Депутат Львівської обласної ради VIII скликання

## Скандали
1 лютого 2018 року в ефірі передачі «Відкритим текстом» телеканалу «ЧП.інфо» побився з журналістом Русланом Коцабою після його слів про те, що «війна не тільки на Донбасі, але і в головах українців і вона (війна) „забере найагресивніших“».

## Кримінальна справа
4 вересня 2015 року Міністерство внутрішніх справ України повідомило колишньому депутату Верховної Ради Едуарду Леонову (партія "Всеукраїнське об'єднання «Свобода») про підозру у справі про заворушення біля Верховної Ради 31 серпня. Леонова підозрюють в організації масових заворушень біля будівлі парламенту.
10 вересня 2015 року Печерський районний суд Києва відправив під домашній арешт до 30 жовтня підозрюваного в участі в масових заворушеннях біля будівлі Верховної Ради України 31 серпня 2015 року Едуарда Леонова. По відношенню до Леонова застосований електронний засіб контролю (електронний браслет). Леонову заборонено залишати межі Ужгорода, де зареєстрований ексдепутат. Підозрюваному заборонено також залишати межі його житла з 20:00 до 8:00.
26 жовтня 2015 року Печерський районний суд Києва продовжив запобіжний захід у вигляді домашнього арешту Едуарда Леонова до 26 грудня. Суд частково задовольнив клопотання прокуратури про продовження ще на 2 місяці запобіжного заходу для Леонова, але змінив місце відбування домашнього арешту. Суд ухвалив, що ексдепутат повинен знаходитися під домашнім арештом не в Ужгороді, а за місцем фактичного проживання — у селі Гора в Київській області.

## Родина
Одружений. Дружина — Катерина Станіславівна (1974-го року народження). Є дочка Анастасія (1994-го року народження) та син Григорій (2010-го року народження).